# Erika Riemann
Erika Riemann (nacida Erika Grabe el 25 de diciembre de 1930 en Mühlhausen (Turingia); fallecida el 27 de julio de 2021) fue una escritora alemana. Estuvo encarcelada desde los 14 años de edad en varias prisiones soviéticas de 1945 a 1954. Publicó sus experiencias en los libros Yo le pinté el bigote a Stalin (Die Schleife an Stalins Bart) y Stalins Bart ist ab: Von Bautzen zum Bundesverdienstkreuz.

## Biografía
Erika Riemann se encontraba escolarizada en Mühlhausen cuando fue arrestada en 1945, a la edad de 14 años, por realizar «actividades antisoviéticas» tras pintar con lápiz de labios un retrato de Stalin.
Fue condenada por un Tribunal Militar Soviético a diez años de trabajos forzados en Siberia y pasó nueve años en centros de internamiento soviéticos, inicialmente en el Campo especial número 7 de Sachsenhausen. Durante su detención, Erika fue sometida a torturas físicas y psicológicas. Entre otras, sufrió un simulacro de ejecución durante el cual la condujeron, junto con otras personas, a una de las salas de duchas del campo. Allí los guardias les amenazaron con someterlos al mismo tratamiento que habían recibido las víctimas del antiguo campo de concentración de Sachsenhausen, de cuyas duchas no salía agua sino gas letal.
Tras su liberación en 1954, Erika Riemann regresó con su madre, que se había establecido en el barrio de San Pauli en Hamburgo. No pudo completar sus estudios escolares hasta el año 1962. Se casó en tres ocasiones y fue madre de dos hijos y una hija. Ejerció varios empleos diferentes, el último como enfermera.
Cuando contaba con más de 70 años, escribió el libro Yo le pinté el bigote a Stalin (Die Schleife an Stalins Bart) en el que narra su historia. El libro tuvo bastante impacto y fue ampliamente comentado. En su libro Erika advierte contra la trivialización y el olvido de los acontecimientos de la época de Stalin y los compara con los de la época nacionalsocialista. En 2010, Erika Riemann publicó un segundo libro como continuación del primero titulado Stalins Bart ist ab: Von Bautzen zum Bundesverdienstkreuz. En este libro trata sobre el trauma, sobre cómo procesarlo y el silencio que existe al respecto, así como sobre la solución: hablar de ello.
Erika Riemann trabajó durante muchos años de forma voluntaria con organizaciones que han documentado las injusticias cometidas por el Partido Socialista Unificado de Alemania. También colaboró prestando testimonio de lo que había ocurrido en su tiempo.

## Distinciones
- 16 de noviembre de 2009: Cruz del Mérito con banda de la República Federal de Alemania

## Obras
- Die Schleife an Stalins Bart. En castellano:Yo le pinté el bigote a Stalin (traductora Núria Molines), Editorial Contraescritura.
- Stalins Bart ist ab: Von Bautzen zum Bundesverdienstkreuz.